# Cutcombe
Cutcombe är en ort och civil parish i Storbritannien.   Den ligger i grevskapet Somerset och riksdelen England, i den södra delen av landet, 240 km väster om huvudstaden London. Cutcombe ligger 293 meter över havet och antalet invånare är 361.
Terrängen runt Cutcombe är kuperad norrut, men söderut är den platt. Runt Cutcombe är det ganska glesbefolkat, med 48 invånare per kvadratkilometer. Närmaste större samhälle är Minehead, 7,8 km norr om Cutcombe. Trakten runt Cutcombe består i huvudsak av gräsmarker.